# 比爾基 (大巴加奇卡區)
49°38′27″N 33°48′34″E / 49.64083°N 33.80944°E
比爾基（烏克蘭語：Бірки）是位於烏克蘭中部的村莊，由波爾塔瓦州米爾霍羅德區的比洛采爾基夫卡市鎮負責管轄。該村處於普肖爾河左岸，始建於1729年，面積1.02平方公里，2001年人口508。